# Usehat
Usehat è una suddivisione dell'India, classificata come nagar panchayat, di 12.183 abitanti, situata nel distretto di Budaun, nello stato federato dell'Uttar Pradesh. In base al numero di abitanti la città rientra nella classe IV (da 10.000 a 19.999 persone).

## Geografia fisica
La città è situata a 27° 47' 55 N e 79° 14' 21 E e ha un'altitudine di 144 m s.l.m..

## Società

### Evoluzione demografica
Al censimento del 2001 la popolazione di Usehat assommava a 12.183 persone, delle quali 6.500 maschi e 5.683 femmine. I bambini di età inferiore o uguale ai sei anni assommavano a 2.819, dei quali 1.447 maschi e 1.372 femmine. Infine, coloro che erano in grado di saper almeno leggere e scrivere erano 3.888, dei quali 2.566 maschi e 1.322 femmine.